# Andrés Eloy Blanco (Sucre)
Andrés Eloy Blanco is een gemeente in de Venezolaanse staat Sucre. De gemeente telt 28.700 inwoners. De hoofdplaats is Casanay.